# Den kyske Vampyr
Den kyske Vampyr er en amerikansk stumfilm fra 1919 af David Kirkland.

## Medvirkende
- Constance Talmadge som Gwendolyn Armitage/Nellie Jones
- Belle Daube
- Jack Kane som Edward Cecil Armitage
- Conway Tearle som James Crowninshield
- Jeanette Horton som Katherine Crowninshield